# Тутунджан, Джанна Таджатовна
Джанна Таджатовна Тутунджа́н (1931—2011) — советская и российская художница: живописец и график. Член-корреспондент РАХ (2007). Народный художник РФ (2004). Член Союза художников СССР с 1964 года.

## Биография
Родилась 22 сентября 1931 года в Москве. После окончания средней художественной школы поступила в Московский государственный академический художественный институт имени В. И. Сурикова. Училась в мастерской М. М. Черемных и Н. А. Пономарёва. Тема дипломной работы — «Монументальный образ Родины-Матери в технике флорентийской мозаики».
В 1959 году окончила институт и вместе с мужем Николаем Баскаковым уехала на его родину — в Вологодскую область.
Семья проживала в деревне Сергиевская Тарногского района Вологодской области.
В феврале 2011 года Джанна Тутунджан перенесла сложную операцию, после чего скончалась в реанимации на 80-м году жизни. Похоронена на Козицинском кладбище Вологды, рядом с мужем.
Принимала участие во множестве выставок в СССР, России и за рубежом. Её работы входят в собрания Третьяковской галереи, РОСИЗО, находятся также в музеях Архангельска, Вологды, Иванова, Калуги, Караганды, Кирова, Мурманска, Новокузнецка, Петрозаводска, Пензы, Сыктывкара, Череповца, в частных коллекциях.

## Творчество
Героями произведений художницы стали деревенские люди Вологодчины, их простой быт, сельский уклад жизни, красота северной природы. 